# Kawatana
Kawatana (jap. 川棚町 Kawatana-chō) – miasto w Japonii, na wyspie Kiusiu, w prefekturze Nagasaki. Według danych na rok 2020 miejscowość zamieszkiwało 13 377 mieszkańców , a gęstość zaludnienia wyniosła 359,1 os./km².